# Daniel Aste
Daniel Aste (* 11. November 1947 in San Lorenzo) ist ein argentinischer Tangosänger.

## Leben
Aste begann seine Laufbahn als Sänger 1965 beim Radiosender LT8 in Rosario, meist von dem Bandoneonisten Antonio Ríos begleitet. 1968 vertrat er seine Heimatprovinz Santa Fe beim Tangofestival von La Falda. Im Folgejahr nahm er an einem Wettbewerb in der Sendung Grandes valores de hoy y de siempre des Senders Canal 9 teil und gehörte neben Raúl Funes, Carlos Reyes und anderen zu den Finalisten. Später ging er nach Buenos Aires, wo er häufig mit dem Bandoneonisten Eduardo Cortti auftrat. Beim Label Diapasón nahm er Tangos mit dem Orchester von Ricardo Martínez auf. Auf dem von Jorfer produzierten Album Poker de tango sang er dessen Tango Bailar el tango con vos nach einem Text von Martina Iñíguez.